# Ізабелла Австрійська (1888–1973)
Ізабелла Австрійська (нім. Isabella von Österreich), також Ізабелла Австро-Тешенська (нім. Isabella von Österreich-Teschen) та Ізабелла Габсбург-Лотаринзька (нім. Isabella von Habsburg-Lothringen), (нар. 17 листопада 1888 — пом. 16 грудня 1973) — ерцгерцогиня Австрійська з династії Габсбургів, донька герцога Тешенського Фрідріха та принцеси Ізабелли фон Крой, нетривалий час була дружиною принца Георга Віттельсбаха.

## Біографія

### Ранні роки
Ізабелла народилася 17 листопада 1888 року у Прессбурзі сьомою дитиною та сьомою донькою в родині австрійського ерцгерцога Фрідріха та його дружини Ізабелли фон Крой.

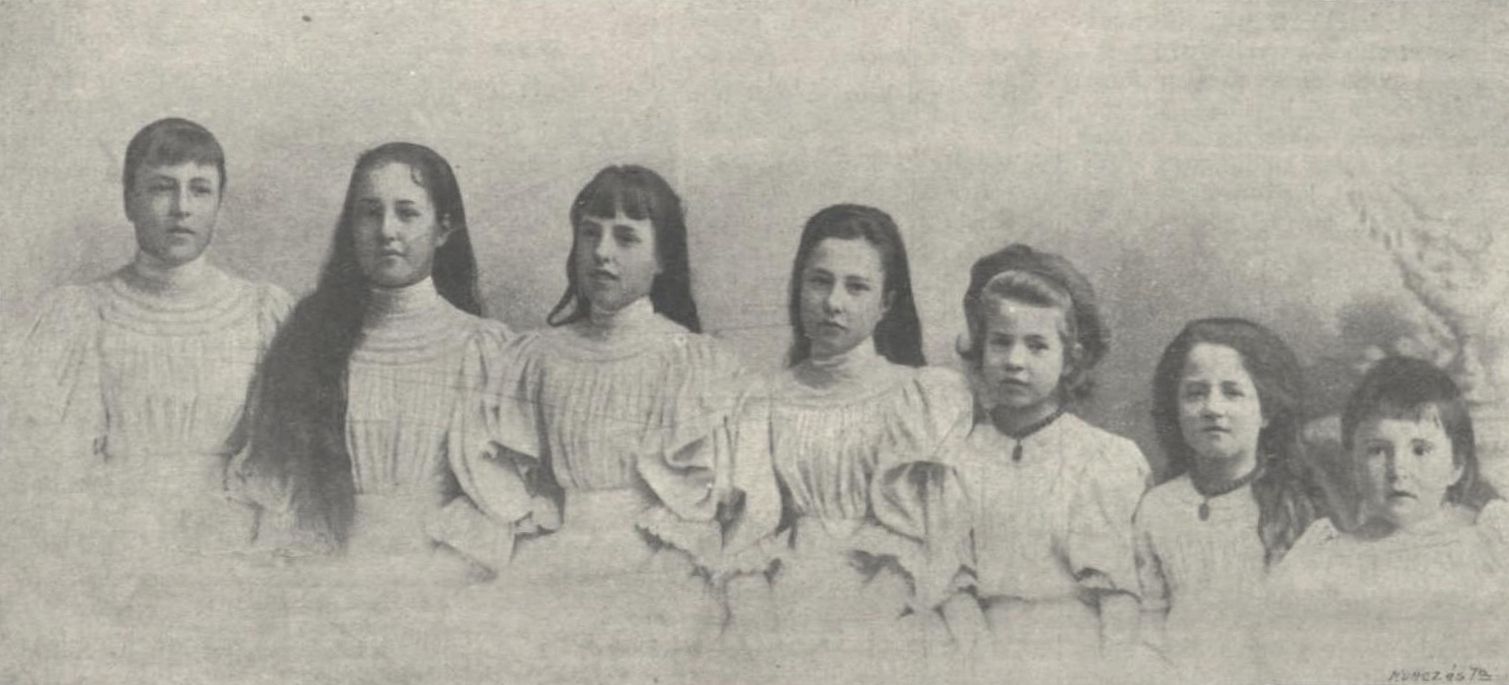
Ізабелла (друга справа) із сестрами, 1898

 Мала старших сестер Марію Крістіну, Марію Анну, Марію Генрієтту, Наталію, Стефанію та Ґабріелу. Згодом народилися сестра Марія Аліса та брат Альбрехт.
У 1895 році батько став герцогом Тешенським, успадкувавши землю та гроші від ерцгерцога Альбрехта, який всиновив його юнаком. Фінансове становище родини відразу стало блискучим. У 1905 році вони переїхали з Прессбургу до Відня, де оселилися в центрі міста в розкішному палаці.

### Заручини
У грудні 1911 року відбулися заручини Ізабели з її далеким родичем принцом Георгом Баварським, онуком правлячого імператора Франца Йосифа I. До цього часу три з її старших сестри вже були одруженими, ще двоє померли у ранньому віці, неодруженою залишалася лише Ґабріела. Маркіза де Фонтенуа змальовувала усіх сестер як «милих, але досить невродливих».
Наречена була дуже багатою, за нею давали великий посаг. Наречений служив у війську і мав чин майора, полюбляв займатися боксом. Він не був особливо заможним, однак мав дуже теплі стосунки зі своїм дідом-імператором, який вважав його найкращим компаньйоном на полюванні. Мав власні апартаменти у Шенбрунні та в шато Франца Йосифа у Штирії, де вони часто полювали на сарн. Раніше був зарученим з ерцгерцогинею Германою Тосканською, однак союз не відбувся через втручання імператора, який «не хотів, аби улюблений онук одружився із представницею ексцентричної гілки династії».
За день до вінчання Ізабелла, згідно з традицією, перед віденським двором урочисто відмовилася від усіх прав на австрійський та угорський престоли. Звичай підкреслював, що ерцгерцогині мають ділити ранг своїх чоловіків, не зважаючи на власний статус при народженні.
Вважається, що ще до церемонії Ізабелла не була певною, чи вступати їй в цей шлюб. У ніч перед весіллям в будинку її родини спалахнула пожежа, яка знищила весільну сукню та посаг. Подейкували, що ерцгерцогиня власноруч запалила багаття, аби відкласти або навіть скасувати весілля. «Вашингтон пост» писала, що наречена кожним вчинком виявляла свою ненависть до нареченого.

### Шлюб

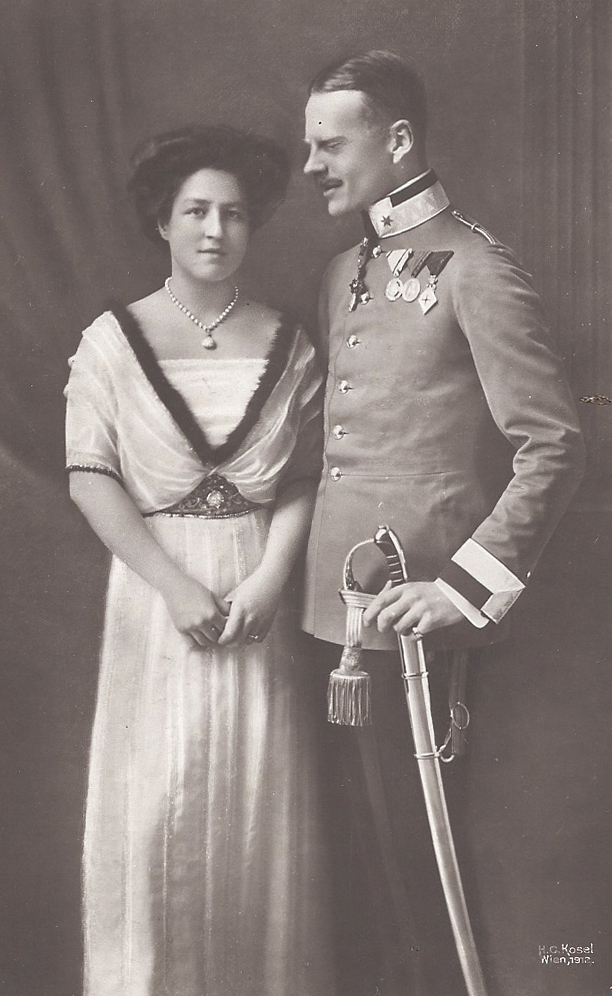
Ізабелла та Георг, фото з ательє Г. Козела

Проте весілля відбулося, і у віці 23 років Ізабелла взяла шлюб із 31-річним принцом Георгом Баварським. Вінчання пройшло 10 лютого 1912 року у каплиці Діви Марії палацу Шенбрунн у Відні. Присутніми були чимало високоповажних гостей, включаючи самого Франца Йосифа. Медовий місяць молодята провели у Уельсі, Парижі та Алжирі. Після повернення вони оселилися у будинку в Мюнхені. Але Ізабелла втекла звідти за три дні і повернулася до батьківського палацу.
Обидві родини намагалися примирити пару, однак Ізабелла не мала наміру повертатися до чоловіка, якого описували як «вкрай дратівливу та досить жорстоку людину». 4 листопада того ж року вона подала звернення щодо анулювання шлюбу. Верховний Суд Баварії задовольнив її клопотання 17 січня 1913 року. Шлюб було розірвано на ґрунті «несумісності, заснованої на фундаментальних відмінностях характеру». 5 березня 1913 року Ватикан оголосив шлюб анульованим через відсутність консумації. Ізабелла після цього була відновлена у всіх династичних правах.

### Подальше життя
У кінці 1913 року ерцгерцогиня почала навчання на курсах медсестер у школі Червоного Хреста у Відні, де носила темну уніформу та виконувала усі завдання, пов'язані з її спеціальністю. Вона не користувалася титулами, віддаючи перевагу зверненню сестра Хільдегарда. Навчання тривало 6 місяців. У січні 1914 року Ізабелла писала своїй тітці, вдовіючій королеві Іспанії, з проханням про допомогу в отриманні подальшого навчання у Північній Африці, де Іспанії належали території Марокко. Ерцгерцогиня висловлювала надію працювати у військовому шпиталі на північному узбережжі Іспанії. Для цього вона також вивчала іспанську мову.
Під час Першої світової війни використовувала особисті гроші для купівлі предметів медичного призначення та створення власного загону медсестер.
У листопаді 1915 року газети писали про заручини Ізабелли із віденським лікарем Полом Альбрехтом (1873—1928), з яким вона познайомилася під час роботи у Червоному Хресті. Наречений під час Першої світової був головним хірургом армії Ізонцо. Однак імператор заборонив цей союз, і у шлюб Ізабелла більше не вступала. Дітей у неї не було.
Георг Баварський після закінчення війни почав вивчати теологію, а згодом подався у ченці.
Батьки після розпаду імперії жили у своїх угорських володіннях.
Ізабелла пережила брата та всіх сестер і пішла з життя у віці 85 років на заході Швейцарії. Її поховали у Вестфалії, біля каплиці Анхольтського замку, крипта якої слугує родинною усипальницею дому Сальм-Сальм, де вже була спочивала її сестра Марія Крістіна.

## Титули
- 17 листопада 1887 року —10 лютого 1912 року — Її Імператорська та Королівська Високість Ерцгерцогиня Ізабелла Австрійська, Королівська Принцеса Угорщини, Богемії та Тоскани;
- 10 лютого 1912 року —17 січня 1913 року — Її Імператорська та Королівська Високість Принцеса Георг Баварський;
- 17 січня 1913 року —16 грудня 1973 року — Її Імператорська та Королівська Високість Ерцгерцогиня Ізабелла Австрійська, Королівська Принцеса Угорщини, Богемії та Тоскани.

## Нагороди
- Орден Королеви Марії Луїзи № 1031 (Іспанія).